# UHCI
UHCI (ang. Universal Host Controller Interface) – interfejs dostępu do urządzeń USB wprowadzony przez firmę Intel dla standardu USB 1.x. Standaryzacja UHCI przyczynia się do wszechstronności połączeń USB, zapewniając jednolity interfejs dla różnych urządzeń: drukarek, klawiatur czy zewnętrznych pamięci masowych, UHCI zapewnia wspólną strukturę, która umożliwia tym urządzeniom bezproblemową komunikację z systemem hosta. Dzięki dynamicznemu zarządzaniu UHCI stało się możliwe podłączanie i odłączanie urządzeń USB bez ponownego uruchamiania komputera.  
UHCI wspiera transfery z niską (1.5 Mbit/s) i pełną prędkością (12 Mbit/s). Standard UHCI definiuje dwie części: sterownika kontrolera hosta (HCD) i kontrolera hosta (HC). HCD jest częścią oprogramowania systemowego i jest zwykle dostarczana przez dostawcę systemu operacyjnego; odpowiedzialne jest za planowanie ruchu na USB poprzez publikowanie i utrzymywanie transakcji w pamięci systemowej.  Kontroler hosta (HC) przenosi dane pomiędzy pamięcią systemową a urządzeniami na USB. Standard ten nakłada on większe obciążenia na część związaną z oprogramowaniem co upraszcza i sprawia tańszym implementacje sprzętową.   
Pomimo słowa "uniwersalny" w nazwie, jest on zastrzeżonym rozwiązaniem Intela, niekompatybilnym z OHCI. Generalnie standardu UHCI używają kontrolery Intela (chipsety Intel PCI: 430TX, 440FX, 440LX, 440BX, i810, i820) oraz VIA (chipsety VIA PCI: VIA VP2, VP3, MVP3, Apollo Pro, Apollo Pro II, Apollo Pro 133); pozostali producenci − OHCI.